# Maersk

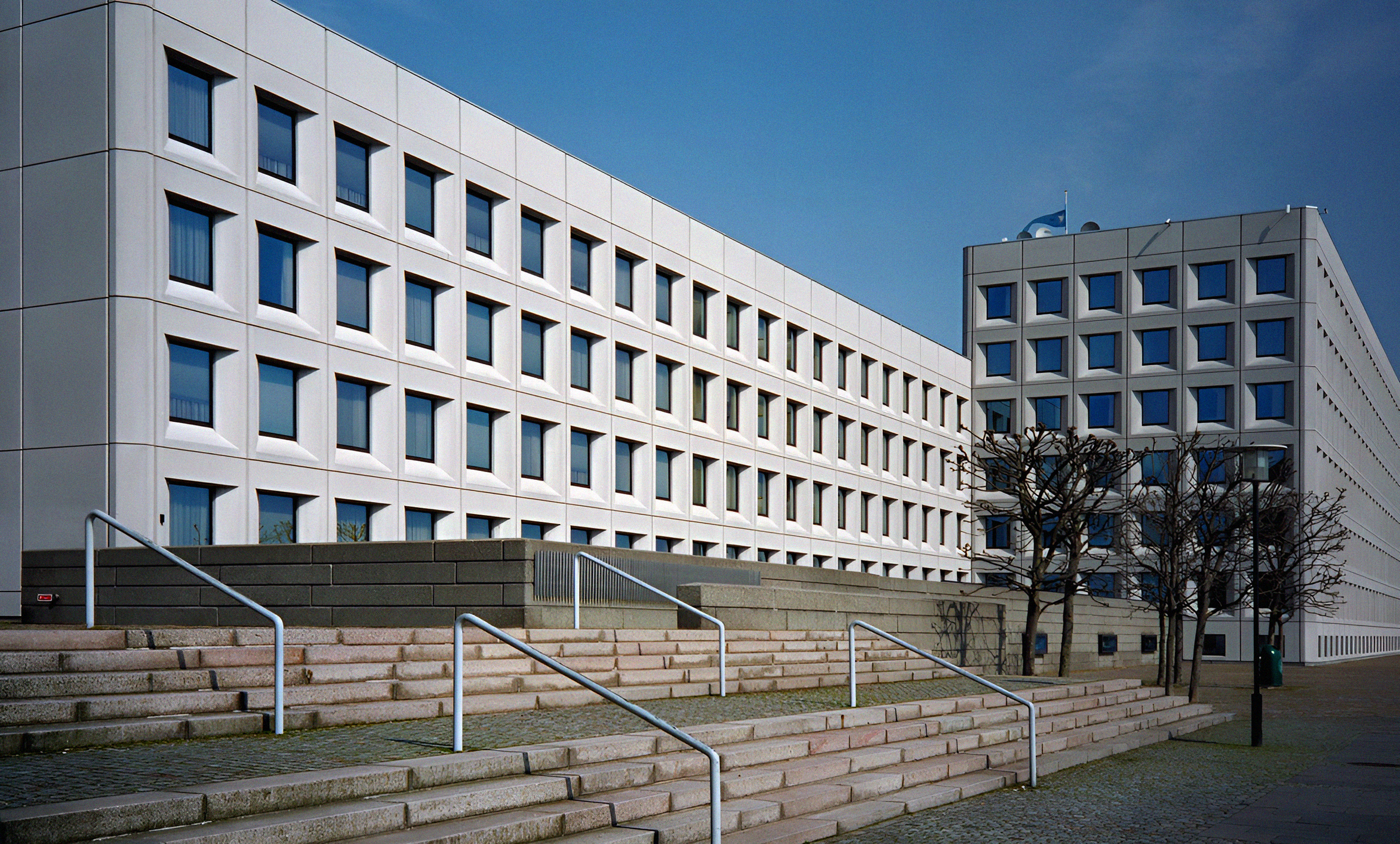
Штаб-квартира компании в Копенгагене

Maersk (дат. A.P. Møller-Mærsk Gruppen [ˈæːˀ ˈpʰeːˀ mølɐˈmæɐ̯sg̊]) — датская компания, специализирующаяся на морских грузовых перевозках и обслуживании портовых терминалов. Штаб-квартира находится в Копенгагене, а дочерние предприятия и офисы, в которых работает около 100 тысяч сотрудников, располагаются в более чем 135 странах мира. По состоянию на 2024 год Maersk занимает второе место в мире в сфере контейнерных перевозок с долей на рынке 14,6 % (уступая MSC).

## История
10 апреля 1904 года капитан Петер Мэрск Мёллер (дат. Peter Mærsk Møller) и его сын Арнольд Петер Мёллер (дат. Arnold Peter Møller) основали компанию под названием Aktieselskabet Dampskibsselskabet Svendborg (Пароходная компания Свендборга). Первым судном компании был грузовой пароход Svendborg водоизмещением 2200 тонн. К концу десятилетия их флот насчитывал 6 судов, а 22 августа 1912 года они основали вторую компанию, Dampskibsselskabet af 1912, Aktieselskab (Пароходная компания 1912 года), со штаб-квартирой в Копенгагене. Эти две компании формально были объединены лишь в 2003 году. В 1917 году в Оденсе Мёллеры основали верфь (Odense Steel Shipyard), вскоре ставшую важной составляющей компании. Эта верфь позволяла строить корабли водоизмещением до 40 тысяч тонн и работала до 1966 года. В 1919 году было открыто первое зарубежное представительство в Нью-Йорке.
В 1928 году в названии компании появилось слово «Maersk» (девичья фамилия матери Петера Мёллера), в том же году было начато пассажирское и грузовое сообщение между США и Азией под названием Maersk Line; до 1947 года единственный маршрут проходил из Балтимора через Панамский канал в порты Азии. Также в это время флот из 35 судов пополнился 5 танкерами. На начало 1930-х суммарное водоизмещение судов компании достигло 160 тысяч тонн, к концу десятилетия у Maersk было 46 судов.

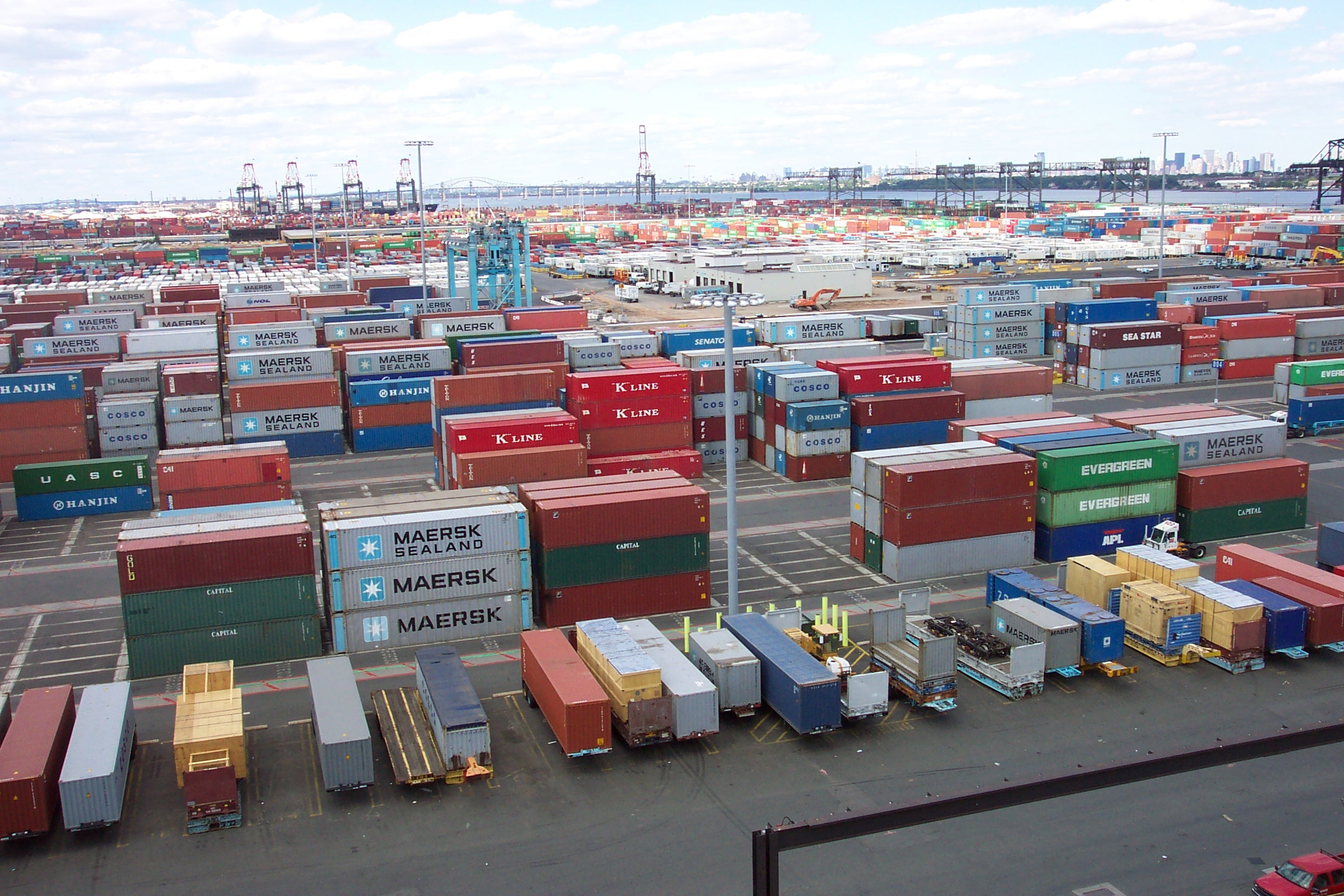
Контейнерный терминал Maersk в Порт-Элизабет, штат Нью-Джерси, США

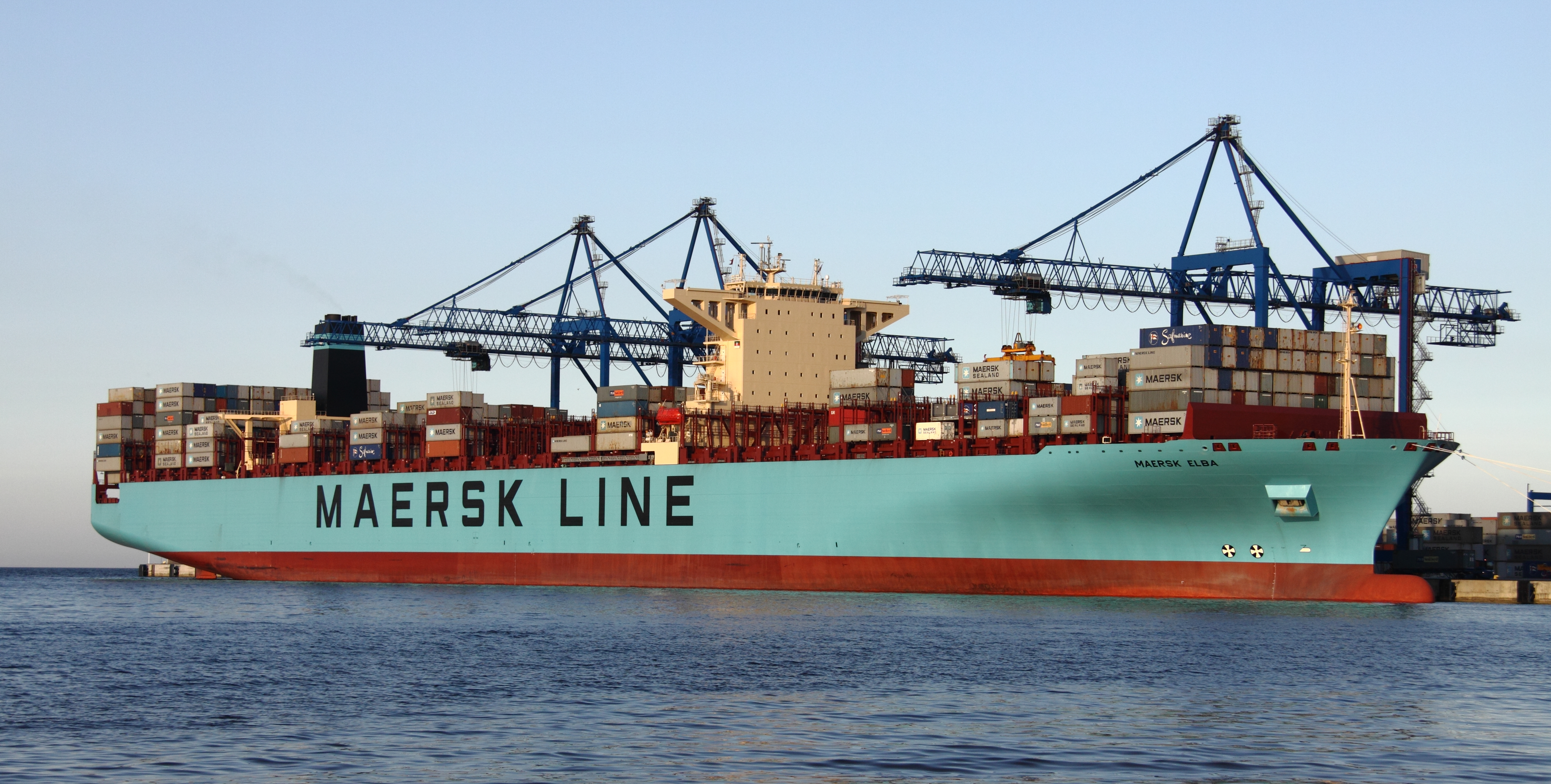
Контейнеровоз Maersk в порту Гданьска

Во время Второй мировой войны флот компании обслуживал американские войска, штаб-квартира была перенесена в США; более половины флота Maersk было утеряно в ходе боевых действий, суммарное водоизмещение сократилось до 120 тысяч тонн. В 1947 году штаб-квартира была возвращена в Данию, в 1951 году была основана дочерняя компания в Великобритании. В середине 1950-х годов Maersk получила заказ на строительство танкеров для California Shipping Company, для выполнения которого в Оденсе была создана вторая верфь компании, которая позволяла строить суда водоизмещением до 200 тысяч тонн.
В 1960-х годах компания начала расширять сферу деятельности. В 1961 году была куплена компания по производству автокомплектующих Roulunds Fabriker. В следующем году компания получила эксклюзивное право на добычу нефти и газа в Дании, для этого было образовано новое подразделение Maersk Olie og Gas, которое создало совместное предприятие с Texaco и Shell, названное Dansk Undergrunds Consortium (DUC). В 1972 году DUC начало добычу нефти и газа, впоследствии уровень добычи достигал 500 тысяч баррелей в день. Помимо Дании Maersk Olie og Gas вёл деятельность также в Алжире и Катаре (с 1994 года). Для поддержки нефте- и газодобычи были созданы ещё два подразделения — Maersk Supply Service, которое обеспечивало транспортные и другие услуги нефтедобывающим платформам (1967 год), и Maersk Drilling, которое занималось бурением скважин в открытом море (1972 год). В 1963 году был основан фонд A.P. Møller Foundation, впоследствии ставший главным акционером группы компаний A.P. Møller-Mærsk A/S.
В 1964 году была куплена сеть супермаркетов F. Salling A/S (основанная в 1906 году). Сеть была переименована в Dansk Supermarked и вскоре стала второй крупнейшей сетью супермаркетов в Дании, а также включала супермаркеты под названием Netto в Германии, Польше, Швеции и Англии. На момент смерти Арнольда Петера Мёллера в 1965 году флот компании состоял из 90 судов, осуществлявших перевозки по всему миру. На последующие 30 лет главой компании стал его сын Мэрск Маккинни Мёллер (Maersk McKinney Møller).
В 1968 году была куплена компания по производству одноразовых медицинских инструментов из пластмассы Phama-Plast. В 1969 году была создана авиакомпания Maersk Air, а также подразделение информационных технологий Mærsk Data. В 1971 году был поглощён производитель изделий из пластмассы Rosti A/S. С 1973 года компания начала осваивать новый тип грузовых судов — контейнеровозы, а также занялась строительством супертанкеров, для чего была основана новая верфь, первое судно водоизмещением 330 тысяч тонн было завершено в 1973 году. Ещё одним направлением деятельности компании стала логистика, для чего в середине 1970-х было создано подразделение Maersk Mercantile с офисами в Тайване, Гонконге и Сингапуре, с 2000 года это подразделение называлось Maersk Logistics, а с 2009 года — Damco. В 1979 году была поглощена компания Svitzer; эта компания была основана в Дании в 1883 году и занимается буксировкой судов в портах и гаванях, а также проведением спасательных работ на море. Также в этом году штаб-квартира переехала в новое здание, как и предыдущее, расположенное в центре Копенгагена.
В 1982 году акции двух юрлиц, составляющих Maersk Group, были размещены на бирже Копенгагена, в то же время холдинговая компания группы оставалась частной в собственности семьи Мёллер. В 1985 году была куплена компания Norfolkline, которая занималась логистикой, в первую очередь транспортировкой замороженных продуктов. В 1991 году была основана дочерняя компания по производству контейнеров Maersk Container Industry AS (MCI); первоначально производственные мощности располагались в Дании (Тинглев), впоследствии были перенесены в Китай (Циндао, 1999 год; Дунгуань, 2004 год) и Чили (2011 год). В 1992 году на верфи в Оденсе был построен первый супертанкер с двойным дном, в 1996 году — самый крупный на то время контейнеровоз Regina Mærsk (вместимостью 6000 двадцатифутовых контейнеров), уже в следующем году этот рекорд был побит судном Sovereign Maersk (6600 контейнеров).
В 1993 году Мэрск Маккинни Мёллер отошёл от дел (хотя номинально сохранил за собой пост председателя правления), пост главного управляющего директора (CEO) занял Йесс Содерберг. В 1999 году была куплена Sealand, дочерняя компания американской транспортной корпорации CSX, что позволило Maersk занять с 250 судами ведущее место в мире по грузовым морским перевозкам. Ещё больше упрочило лидерство покупка в том же году южноафриканской компании Safmarine Container Lines. Судостроительные мощности также были расширены за счёт покупки литовской верфи «Балтия» в 1997 году и верфи Volkswerft в Штральзунде (Германия) в 1998 году.
В начале XXI века компания столкнулась с трудностями: рынок контейнерных перевозок оказался перенасыщенным, соответственно, упали тарифы на транспортировку. Для решения этой проблемы компания избрала стратегию поглощения конкурентов в области морских перевозок и логистики, в то же время продавая непрофильные активы. Сначала были проданы компании по производству изделий из пластмассы, в 2005 году была продана авиакомпания Maersk Air (на момент продажи её парк состоял из 18 самолётов Boeing 737). В том же 2005 году была куплена за $2,3 млрд компания, контролировавшая 6 % мировых контейнерных перевозок P&O Nedlloyd, включавшая также логистическую компанию Damco. Эта компания была основана в 1905 году в Роттердаме (Нидерланды) под названием C.W.H. van Dam & Co, в 1918 году она была переименована в Rijnvaart Maatschappij Damco, в 1988 году вошла в состав голландской компании Royal Nedlloyd Group, в 1996 году объединившейся с британской компанией P&O Containers Ltd. В 2011 году к Damco была присоединена китайская компания по грузовым авиаперевозкам New Times International Transport Services, а в 2012 году — австралийская компания Pacific Network Global Logistics. С 2013 года штаб-квартира Damco размещается в Гааге (Нидерланды).
В 2006 году у американской компании Kerr-McGee были куплены права на добычу нефти в территориальных водах Великобритании в Северном море. В этом же году верфь в Оденсе вновь установила рекорд по вместимости контейнеровоза — Emma Mærsk вмещала до 16 тысяч контейнеров. В 2009 году компания объявила о намерении закрыть верфь в Оденсе (последний корабль был спущен на воду в 2012 году), литовская верфь была продана. Также компания постепенно покинула розничную торговлю, последние 19 % акций Dansk Supermarked Group были проданы в 2014 году.
8 апреля 2009 года один из контейнеровозов компании, Maersk Alabama (позже переименованный в MV Maersk Tygra), был атакован сомалийскими пиратами, в результате нападения капитан попал в плен, но был освобождён отрядом ВМС США 12 апреля 2009 года. По мотивам воспоминаний капитана об этих событиях в 2013 году был снят фильм «Капитан Филлипс».
В 2011 году Maersk сделала заказ южнокорейской компании Daewoo Shipbuilding & Marine Engineering на 20 контейнеровозов класса Maersk Triple E длиной 400 метров и вместимостью более 18 тысяч контейнеров. Сумма контракта составила около $190 млн за судно. Первое судно было поставлено в июне 2013 года, в 2015 году заказ был выполнен полностью.
В августе 2017 года было достигнуто соглашение о продаже нефтедобывающего подразделения Maersk Oil французской компании Total S.A. за $7,45 млрд. Также было продано подразделение танкерной транспортировки нефти Maersk Tankers, в качестве покупателя выступила родственная компания A.P. Moller Holding, сумма сделки составила $1,171 млрд. В декабре этого же года была куплена германская компания Hamburg Süd; эта компания, ранее входившая в Oetker Group, занимала 7-е место среди операторов контейнерных морских перевозок.
22 марта 2022 года Maersk объявила о прекращении работы в России, продаже своих активов и прекращении закупок российской нефти для своих судов. В августе компания достигла соглашения о продаже последнего и самого крупного российского актива — 30,75 % оператора специализированных портовых терминалов Global Ports. Покупателем выступит Группа компаний «Дело», уже имеющая такую же долю в Global Ports.
12 декабря 2022 года компания сообщила, что новым исполнительным директором компании с 1 января 2023 года станет директор морских перевозок Ocean и Logistics Винсент Клерк. Нынешний директор Сёрен Скау, занимавший пост с 2016 года, покидает компанию. В начале 2023 года Maersk объявила о том, что все принадлежащие ей бренды, включая Hamburg Süd, будут постепенно переведены в бренд Maersk Line.

## Акционеры
Основные акционеры:
- A.P. Møller Holding A/S (Копенгаген, Дания) — 41,51 % (голосов — 51,23 %);
- A.P. Møller og Hustru Chastine Mc-Kinney Møllers Familiefond (Копенгаген, Дания) — 8,84 % (голосов — 13,12 %);
- Den A.P. Møllerske Støttefond (Копенгаген, Дания) — 3,11 % (голосов — 5,99 %)[2].

## Руководство
- Петер Мэрск Мёллер (дат. Peter Mærsk Møller; 1836—1927)
- Арнольд Петер Мёллер (дат. Arnold Peter Møller, 1876—1965)[19]
- Мерск Маккинни Мёллер (дат. Arnold Mærsk McKinney Møller, 1913—2012) — председатель правления (1965—2003), главный исполнительный директор (1965—1993). Также с 1970 по 1993 год был членом совета директоров IBM (с 1984 года членом консультационного совета)[5][20]
- Йесс Сёдерберг (дат. Jess Søderberg; род. 12 октября 1944 года) — главный исполнительный директор с 1993 по 2007 год, в компании с 1970 года[21]
- Нильс Смедегор (дат. Nils Smedegaard Andersen; род. 8 июля 1958 года) — главный исполнительный директор с 2007 по 2016 год, до этого с 2001 по 2007 год возглавлял Carlsberg[20]
- Сёрен Скау (дат. Søren Skou; род. 20 августа 1964 года) — главный управляющий директор с 1 июля 2016 года по конец 2022 года, в компании с 1983 года

Действующее руководство
- Председатель совета директоров — Роберт Мэрск Уггла (Robert Maersk Uggla, род. 28 марта 1978 года) с 2022 года.
- Генеральный директор — Винсент Клерк (Vincent Clerc, род. в 1972 году) с начала 2023 года, в компании с 1998 года; член Европейского круглого стола промышленников[17]

## Деятельность
Подразделения:
- Ocean — морские контейнерные перевозки дочерней компании Maersk Line; по состоянию на 2023 год компания владела 310 судами, ещё 362 были зафрахтованы, общая вместимость 4,20 млн TEU (двадцатифутовых контейнеров, ≈20 тонн); 66 % выручки.
- Logistics & Services — логистика. Предоставляет услуги широкому спектру клиентов, от мелких импортёров-экспортёров до транснациональных корпораций; ведёт деятельность более чем в 100 странах. Общая площадь складов 1,5 млн м², за 2015 год перевезено морским транспортом 2,9 млн TEU, воздушным — 180 тысяч тонн грузов[22]; 27 % выручки.
- Terminals — контейнерные терминалы. Подразделение было основано в 2001 году, с 2004 года его штаб-квартира находится в Гааге (Нидерланды). На 2017 год компании принадлежали (полностью или частично) 74 портовых терминала, в том числе 25 в Европе (включая Россию), 20 в Азии, 20 в Африке и на Ближнем Востоке, 17 в Северной и Южной Америках; за 2017 год обслужено 39,7 млн TEU[23]; 7 % выручки.
- Towage & Maritime Services — предоставляет услуги по буксированию и проводит спасательные работы на море (430 буксиров, 4 тысячи сотрудников) под брендом Svitzer[24]; также к этому подразделению относится изготовление контейнеров, в том числе рефрижераторных (Star Cool); производственные мощности находятся в Китае и Чили, исследовательский центр — посёлок Тинглев в Дании)[25]; 4 % выручки.

География деятельности компании очень широкая, наиболее значимыми странами по объёму выручки в 2023 году были:
- США — $11,46 млрд;
- Китай и Гонконг — $2,80 млрд;
- Великобритания — $1,82 млрд;
- Германия — $1,67 млрд;
- Нидерланды — $1,60 млрд;
- Бразилия — $1,43 млрд;
- Индия — $1,40 млрд;
- Мексика — $1,36 млрд;
- Испания — $1,34 млрд;
- Австралия — $1,28 млрд;
- Сингапур — $0,99 млрд;
- Дания — $0,87 млрд.

В списке крупнейших публичных компаний мире Forbes Global 2000 за 2023 год Møller-Maersk заняла 174-е место.
|                     | 2002…  | 2007…  | 2012  | 2013  | 2014  | 2015  | 2016   | 2017   | 2018  | 2019   | 2020  | 2021  | 2022  | 2023  |
| ------------------- | ------ | ------ | ----- | ----- | ----- | ----- | ------ | ------ | ----- | ------ | ----- | ----- | ----- | ----- |
| Оборот              | 19,31… | 51,28… | 49,49 | 47,39 | 47,57 | 40,31 | 27,27  | 30,95  | 39,26 | 38,89  | 39,74 | 61,79 | 81,53 | 51,07 |
| Чистая прибыль      | 1,370… | 3,422… | 4,038 | 3,777 | 5,195 | 0,925 | -1,897 | -1,164 | 2,985 | -0,084 | 2,850 | 17,94 | 29,20 | 3,822 |
| Активы              | 24,18… | 64,65… | 72,4  | 74,51 | 68,84 | 62,41 | 61,12  | 63,23  | 62,69 | 55,40  | 56,12 | 72,27 | 93,68 | 82,10 |
| Собственный капитал | 11,21… | 28,90… | 39,32 | 42,51 | 42,23 | 35,74 | 32,09  | 31,43  | 33,21 | 28,84  | 30,85 | 45,59 | 65,03 | 55,09 |

## Дочерние предприятия и структуры
Компания включает 750 юридических лиц. Основные дочерние компании, совместные предприятия и партнёрства на начало 2024 года:
- Австралия: Maersk Logistics & Services Australia Pty Ltd (100 %); Svitzer Australia Pty Ltd. (100 %)
- Аргентина: Terminal 4 S.A. (100 %)
- Бермуды: Maersk Contract Logistics Holdings Ltd. (100 %)
- Бразилия: Aliança Navegação e Logística Ltda. (100 %); Brasil Terminal Portuario S.A. (50 %); Itapoa Terminais Portuarios S.A. (30 %)
- Великобритания: Maersk Logistics and Services UK Ltd. (100 %); Svitzer Marine Ltd. (100 %)
- Вьетнам: Maersk Logistics & Services Vietnam Company Ltd. (100 %); Cai Mep International Terminal Co. Ltd. (49 %)
- Гана: Meridian Port Services Ltd. (35 %)
- Гвинея: Conakry Terminal S.A. (25 %)
- Германия: Damco Germany GmbH (100 %); Hamburg Süd A/S & Co KG (100 %); Maersk Deutschland A/S & Co. KG (100 %); Maersk Line Crewing Hamburg ApS & Co KG (100 %); Senator International Spedition GmbH (100 %); St. Petri Shipping ApS & Co KG (100 %); Hamburg Südamerikanische Dampfschifahrts-Gesellschaft KG (100 %); North Sea Terminal Bremerhaven Verwaltungsgesellschaft GmbH (50 %)
- Гонконг: APM Terminals China Co. Ltd. (100 %); Maersk Contract Logistics Ltd. (100 %); Maersk Contract Logistics Management Ltd. (100 %); Maersk Logistics Warehousing China Company Ltd. (100 %); Maersk Shipping Hong Kong Ltd. (100 %); Brigantine Services Ltd. (30 %)
- Дания: Maersk A/S (100 %); APM Terminals — Aarhus A/S (100 %); Damco A/S (100 %); Damco International A/S (100 %); Maersk Aviation Holding A/S (100 %); Maersk Container Industry A/S (100 %); Maersk Energy Marketing A/S (100 %); Maersk FPSOs A/S (100 %); Mærsk Innovator Norge A/S (100 %); Mærsk Inspirer Norge A/S (100 %); Maersk Integrator Norge A/S (100 %); Maersk Interceptor Norge A/S (100 %); Maersk Intrepid Norge A/S (100 %); Maersk Supply Service A/S (100 %); Maersk Line A/S (100 %); Maersk Line Agency Holding A/S (100 %); Maersk Supply Service International A/S (100 %); Rederiaktieselskabet Kuling (100 %); Rederiet A.P. Møller A/S (100 %); Seago Line A/S (100 %); Svitzer A/S (100 %)
- Доминиканская Республика: Caucedo Marine Service S.A. (DR Branch) (50 %); Svitzer Caribbean Dominicana, S.A.S (50 %)
- Египет: Suez Canal Container Terminal SAE (55 %)
- Индия: Damco India Pvt. Ltd. (100 %); Gateway Terminals India Pvt. Ltd. (74 %); Gujarat Pipavav Port Ltd. (44 %); Maersk Global Service Centres (India) Pvt. Ltd. (100 %)
- Иордания: Aqaba Container Terminal Company Ltd. (50 %)
- Испания: APM Terminals Algeciras S.A. (100 %); APM Terminals Barcelona S.L.U. (100 %); APM Terminals Espagna Holding SL (100 %); APM Terminals Management S.L. (100 %); APM Terminals Valencia S.A. (75 %); Damco Spain S.L. (100 %); Maersk Oil Trading Spain, S.L (100 %)
- Канада: Damco Distribution Canada Inc. (100 %)
- Катар: Nakilat Svitzerwijsmuller Company W.L.L. (30 %)
- Китай: Damco China Ltd.. (100 %); Maersk Container Industry Qingdao Ltd. (100 %); Maersk Contract Logistics Co., Ltd. (100 %); New Times International Transport Service Co. Ltd. (100 %); Shanghai East Container Terminal Co. Ltd. (49 %); Smart International Logistics Company Ltd. (49 %); Guangzhou South China Oceangate Container Terminal Co. Ltd. (20 %); Blue Dragon Logistics Co. Ltd. (50 %); Qingdao New Qianwan Container Terminal Co. Ltd. (19 %); Guangzhou South China Oceangate Container Terminal Co. Ltd. (20 %); Tianjin Port Alliance International Container Terminal Co. Ltd. (20 %); Qingdao Qianwan Container Terminal Co. Ltd. (10 %); Tianjin Port Alliance International Container Terminal Co. Ltd. (20 %); Xiamen Songyu Container Terminal Co. Ltd. (25 %)
- Республика Конго: Congo Terminal SA (15 %)
- Коста-Рика: APM Terminals Moin S.A. (100 %)
- Кот-д’Ивуар: Abidjan Terminal SA (49 %)
- Малайзия: Pelabuhan Tanjung Pelepas Sdn. Bhd. (30 %)
- Марокко: APM Terminals MedPort Tangier S.A. (90 %)
- Мексика: APM Terminals Lázaro Cárdenas S.A. de C.V. (100 %); Damco Logistics Mexico S.A. de C.V. (100 %)
- Нигерия: APM Terminals Apapa Ltd. (94 %)
- Нидерланды: APM Terminals B.V. (100 %); APM Terminals Maasvlakte II B.V. (100 %); APM Terminals Management B.V. (100 %); APM Terminals North America B.V. (100 %); APM Terminals Rotterdam B.V. (100 %);Maersk B.V. (100 %); Maersk Holding B.V. (100 %); Maersk Inter Holding B.V. (100 %)
- Оман: Salalah Port Services Company SAOG (30 %)
- Панама: Maersk Oil Trading Panama S.A. (100 %)
- Перу: Maersk Logistics & Services Peru S.A. (100 %); APM Terminals Callao S.A. (64 %)
- Польша: Damco Poland Sp. z o.o. (100 %)
- Саудовская Аравия: Kanoo Terminal Services Ltd. (50 %)
- Сингапур: A.P. Moller Singapore Pte. Ltd. (100 %); Maersk Oil Trading Singapore Pte. Ltd. (100 %); Sealand Maersk Asia Pte. Ltd. (100 %)
- США: APM Terminals Elizabeth, LLC (100 %); APM Terminals Mobile, LLC (100 %); APM Terminals Paciic LLC (100 %); Damco Distribution Services Inc. (100 %); Damco USA Inc. (100 %); Farrell Lines Inc. (100 %); Maersk Agency U.S.A. Inc. (100 %); Maersk Line, Limited Inc. (100 %); Maersk Inc. (100 %); Maersk Viking LLC (100 %); U.S. Marine Management, Inc. (100 %); South Florida Container Terminal LLC (49 %); Inttra Inc. (25 %)
- Таиланд: LCB Container Terminal 1 Ltd. (35 %); LCMT Company Ltd. (32 %)
- Турция: Maersk Denizcilik A.Ş. (100 %)
- Чили: Maersk Logistics & Services Chile S.p.A (100 %)
- Швеция: APM Terminals Gothenburg AB (100 %); Damco Sweden AB (100 %)
- Шри-Ланка: South Asia Gateway Pvt. Ltd. (33 %)
- ЮАР: Grindrod Logistics (PTY) Ltd (51 %)

## Критика
Компания неоднократно была объектом критики в связи с ущемлением прав рабочих в развивающихся странах. В таких регионах, как Латинская Америка и Китай, на предприятиях группы руководство активно противодействовало образованию профсоюзов и жёстко подавляло забастовки, вызванные тяжёлыми условиями труда и низкими заработными платами.
В 2012 году Maersk Line была оштрафована Министерством юстиции США на $31,9 млн за завышение тарифов транспортных услуг для армии США при поставках в Афганистан и Ирак.